# زدرافكو كوفاتشيفيتش
زدرافكو كوفاتشيفيتش هو لاعب كرة قدم صربي في مركز الدفاع، ولد في 6 أغسطس 1984 في Janošik ‏ في صربيا. لعب مع زبرويوفكا برنو ونادي أو إف كيه بيوغراد.

## وصلات خارجية
- زدرافكو كوفاتشيفيتش على موقع قاعدة بيانات كرة القدم.إي يو (الإنجليزية)
- زدرافكو كوفاتشيفيتش على موقع Soccerway.com (الإنجليزية)